# Аелла
Аелла або Аелло (дав.-гр. Ἀελλώ — «швидка, вихор»), Аеллопа, Аеллопода (дав.-гр. Αελλόπους — «вихороподібна») у грецькій міфології — одна або дві з гарпій, фантастичних міксантропічних істот, дочок морського божества Тавманта та океаніди Електри  .
Гесіод:

Дочка Океану глибокотекучого, діву Електру, 
Взяв собі в дружини Тавмант. Народила вона чоловікові Іриду
Швидку і Аелла з Окіпетою, Гарпій кучерявих. 
Як подих вітру, як птахи, на крилах перевірених 
Носяться Гарпії ці, ширяючи високо над землею.

 Аполлодор:

Від Тавманта і Електри, дочки Океану, - Ірида і Гарпії: Аелло і Окіпета.

Гарпії — крилаті дикі істоти, напівжінки-напівптахи огидної зовнішності. Їхні імена вказують на зв'язок зі стихіями та мороком (Аелла, Аеллопа, Подарга, Окіпета, Келайно — «вихор», «вихроподібна», «прудконога», «швидка», «похмура»). Їхню кількість різні автори вказують по-різному: від 2 до 6.  Під час походу аргонавтів, крилаті учасники походу, Зет і Калаїд, переслідували гарпій. У результаті ті кинулися в пелопоннеську річку Тигрес, яка з відтоді зветься Гарпіс .

Сини Борея Зет і Калаїд, будучи самі крилатими, оголили мечі та стали переслідувати Гарпій у повітрі. Гарпіями було передвіщено, що вони загинуть від руки синів Борея, а синам Борея було зумовлено загинути тоді, коли, переслідуючи, вони не наздоженуть того, хто стане тікати від них. Одна з переслідуваних кинулася в Пелопонеську річку Тигрес, яка нині по її імені зветься Гарпіс. Цю гарпію одні називають Нікотоєю, інші - Аеллоподою. Інша ж Гарпія, на ім'я Окіпета, або, як її називають інші, Окітоя (а Гесіод називає її Окіпода), бігла уздовж Пропонтиди та досягла Ехінадських островів, які нині з цієї нагоди називають Строфадами: бо вона повернулася, як тільки прибула до цих островів, і, коли опинилась на березі, впала від втоми разом із тим, хто її переслідував. Аполлоній же в «Аргонавтиці» говорить, що Гарпій переслідували до островів, які називаються Строфадами, і що вони не зазнали нічого поганого, тому що дали клятву більше ніколи не ображати Фінея.

Ім'я Аелла носила одна з мисливських собак Актеона, яка розтерзала свого господаря (Ovid. Met.).